# Urbano Santos da Costa Araújo
Urbano Santos da Costa Araújo, más conocido como Urbano Santos (Guimarães, 3 de febrero de 1859 — 7 de mayo de 1922) fue un jurista, promotor y político brasileño.
Ocupó varios cargos públicos a partir de 1897: diputado federal, vicepresidente en 1914-1918 (acompañando a Venceslau Brás), gobernador del Estado de Maranhão, senador, ministro del Interior y de Justicia. Fue nuevamente electo vicepresidente en 1922, acompañando a Artur Bernardes, no llegó a asumir el cargo.